# Daceton boltoni
Daceton boltoni is een mierensoort uit de onderfamilie van de Myrmicinae. De wetenschappelijke naam van de soort is voor het eerst geldig gepubliceerd in 2008 door Azorsa & Sosa-Calvo.